# Bernard Labourdette

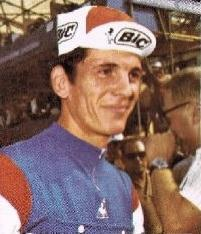
Bernard Labourdette in 1972

Bernard Labourdette (Lurbe-Saint-Christau, 13 augustus 1946 – aldaar, 20 juli 2022) was een Frans wielrenner.

## Levensloop en carrière
Labourdette werd prof in 1969. Hij won 1 etappe in de Ronde van Frankrijk. Dat was de 16e etappe van Luchon naar Gourette/Eaux-Bonnes.

## Resultaten in voornaamste wedstrijden
| Jaar | Ronde van Italië | Ronde van Frankrijk | Ronde van Spanje |
| ---- | ---------------- | ------------------- | ---------------- |
| 1969 |                  | 25e                 |                  |
| 1970 |                  | 33e                 | opgave           |
| 1971 |                  | 8e (1)              | 17e              |
| 1972 |                  | opgave              | 10e              |
| 1973 |                  | 21e                 | 14e              |
| 1974 |                  | 20e                 |                  |
| 1975 |                  | opgave              |                  |
| 1976 |                  | 41e                 |                  |

| Jaar | Ronde van Lombardije |
| ---- | -------------------- |
| 1969 |                      |
| 1970 |                      |
| 1971 | 15e                  |
| 1972 |                      |
| 1973 |                      |
| 1974 |                      |
| 1975 |                      |
| 1976 |                      |